# 117430 Ахосікс
117430 Ахосікс (117430 Achosyx) — астероїд головного поясу, відкритий 13 січня 2005 року.
Тіссеранів параметр щодо Юпітера — 3,186.